# UHZ1
UHZ1 és una galàxia que conté un quàsar i es troba a una distància d'uns 13.200 milions d'anys llum, amb un desplaçament cap al roig d'aproximadament 10.1 quan el nostre univers tenia al voltant del 3 per cent de la seva edat actual. Aquest desplaçament cap al roig el va convertir en el quàsar més llunyà i, per tant, el més antic conegut de l'univers observable l'any 2023. Per detectar aquest objecte, els astrònoms que treballaven a l'Observatori de raigs X Chandra van utilitzar la massa del cúmul de l'Abell 2744 com a lent gravitatòria per tal d'ampliar objectes llunyans directament darrere d'ell. En el moment del descobriment, va superar el rècord de distància de QSO J0313−1806.
El descobriment d'aquest objecte ha portat als astrònoms a suggerir que les llavors dels primers quàsars podrien haver estat forats negres de col·lapse directe, procedents del col·lapse d'estrelles primordials supermassives al començament del nostre univers.

## Repercussió en la recerca astronòmica
El descobriment dels observatoris Chandra i JWST d'un quàsar amb un desplaçament cap al roig de ≈ 10,1 al centre d'UHZ1 revela que els forats negres supermassius que acreten ja existien uns 470 milions d'anys després del Big-bang. La detecció de forats negres primerencs a mesura que passen de "llavors" a forats negres supermassius proporciona bones fonts amb un alt desplaçament cap al roig, facilitant la prova de models de sembra i creixement de forats negres. Una de les preguntes obertes sobre la formació de forats negres supermassius és si s'originen a partir de forats negres de massa estel·lar, és a dir, de restes de la mort d'estrelles massives, o si hi ha mecanismes que funcionen per formar llavors inicials més pesades per començar la seva formació. Les dades d'UHZ1 mostren que cal un creixement continu que superi el límit d'Eddington per> 200 Myr o bé una llavor massiva. Les dades recollides proporcionen una pista sobre el mecanisme de sembra i el donen suport.

### Forats Negres Sobremassius
Segons algunes prediccions teòriques hi ha una classe d'objectes transitoris i d'alt desplaçament cap al roig anomenats forats negres sobremassius (overmassive black holes en anglès) que tenen una massa semblant a la massa de la seva galàxia hoste. Aquesta és una diferencia important amb els forats negres supermassius que normalment es veuen al centre de les galàxies i que tenen una massa petita comparada amb la massa total de la seva galàxia.
Els forats negres sobremassius són les llavors inicials de galàxies més massives i probablement formats a partir del col·lapse directe del  núvols interestel·lars. Les dades recollides d'UHZ1 i el seu quàsar estan d'acord amb  aquestes prediccions teòriques. A causa de l'acord entre les propietats de longitud d'ona múltiple d'UHZ1 i les prediccions de la plantilla del model teòric, alguns astrònoms suggereixen que UHZ1 és el primer candidat a forats negres sobremassius detectat.